# Juan José Lerena y Barry
Juan José de Lerena y Barry (Cádiz, Espanha, 1796 - Madrid, 1866) foi um marinheiro, jornalista e inventor espanhol.

## Biografia
Era filho do capitão-de-fragata Antonio de Lerena Barreda, natural de Revilla de Camargo em Santander, e de Maria Dolores Barry Ximénez Pérez, natural de Cádiz.